# آمینوتیازول
آمینوتیازول (به انگلیسی: Aminothiazole) یک ترکیب شیمیایی با شناسه پاب‌کم ۲۱۵۵ است. شکل ظاهری این ترکیب، بلورهای زرد روشن است.